# Второе правительство Дональда Туска
Второе правительство Дональда Туска — польское правительство премьер-министра Дональда Туска, который действовал с 18 ноября 2011 года по 22 сентября 2014 года.
В Польше 9 октября 2011 года состоялись очередные парламентские выборы. 8 ноября в Варшаве прошло первое заседание парламента Польши нового созыва. Действующий премьер Дональд Туск соответствии с конституцией подал в отставку на первом заседании Сейма. В тот же день президент Бронислав Коморовский в президентском дворце принял отставку премьера и членов его кабинета, после чего официально поручил Туску как лидеру партии «Гражданская платформа», которая победила на парламентских выборах, миссию по формированию нового правительства Польши.
18 ноября Президент Польши привёл к присяге новое правительство страны Дональда Туска и вручил указы о назначении членов правительства.
Второе правительство Дональда Туска коалиционным, в него вошли представители партии «Гражданская платформа» (лидер — Дональд Туск) и Польской крестьянской партии (лидер — Вальдемар Павляк), а также шесть беспартийных министров. Всего в правительстве Польши 19 министров.
По завершении официальной церемонии у главы государства премьер-министр выступил перед Сеймом с программным заявлением нового правительства, и осленок парламентских дебатов состоялось голосование о вотуме доверия кабинету министров Польши. Для утверждения нового правительства в парламенте страны коалиции необходимо иметь 231 голос в Сейме. Партии Туска и Павляка в сумме имеют в нижней палате парламента 235 мандатами.

## Состав правительства
Правительство возглавил Дональд Туск.
Вице-премьером и министром экономики назначен Вальдемар Павляк, который занимал эти посты в предыдущем кабинете министров.
Сохранили портфели министров в новом правительстве такие министры:
- Яцек Ростовский — министр финансов,
- Радослав Сикорский — глава МИД,
- Марек Савицкий — министр сельского хозяйства,
- Богдан Здроевский — министр культуры и национального наследия,
- Томаш Семоняк — министр национальной обороны,
- Эльжбета Беньковская — министр регионального развития,
- Барбара Кудрицкая — министр науки и высшего образования.

В правительстве вошли новые фигуры:
- Михал Бони — министр администрации,
- Яцек Чихоцкий — глава МВД,
- Иоанна Муха — министр спорта,
- Владислав Косиняк-Камыш — министр по труду и социальным вопросам,
- Ярослав Говин — министр юстиции,
- Николай Будзановский — министр госимущества,
- Кристина Шумилас — министр образования,
- Марчин Королец — министр окружающей среды,
- Славомир Новак — министр транспорта, строительства и водного хозяйства,
- Бартош Арлукович — министр здравоохранения.

## Деятельность правительства
Во время выступления в сейме премьер-министр и лидер партии «Гражданская платформа» Дональд Туск назвал одним из приоритетов государственной политики на ближайшую четырехлетку сокращение государственного долга, что потребует ряда болезненных и непопулярных мер. Долг страны, согласно программе Туска, должен снизиться до 52% ВВП в 2012, а к 2020 достигнуть отметки в 44% ВВП, при этом дефицит бюджета должен сократиться до отметки в 1% в 2015 (в 2011 этот показатель составляет 5,6%, и почти 8% в 2010).
Программа Туска предусматривает также пенсионную реформу. Пенсионная система будет унифицирована за счет сворачивания пенсионных льгот, которыми сейчас пользуются работники аграрного сектора, шахтеры, работники правоохранительных органов и экстренных служб. Туск предложил увеличить пенсионный возраст до 67 лет. «Необходимо увеличить пенсионный возраст. Если мы не решимся на этот шаг, то не удержим Польшу на плаву в период кризиса», — сказал Туск. По словам премьера, это одна из нескольких мер нового правительства, направленных на снижение государственного долга страны в течение каденции правительства. Туск пообещал, что пенсионный возраст будет увеличиваться постепенно, с 2013 года каждые четыре месяца на месяц, чтобы таким образом достичь возраста 67 лет к 2020 для мужчин, а к 2040 для женщин.
По состоянию на 2011 год в Польше мужчины уходят на пенсию в возрасте 65 лет, а женщины — в возрасте 60 лет.
«Высокий темп сокращения госдолга и пенсионная реформа — это хорошие новости для рынков», — прокомментировал программу Туска аналитик Nordea Bank Андерс Свенсен.
Дональд Туск отметил, что внешнеполитический курс не претерпит радикальных изменений.